# Teleskop

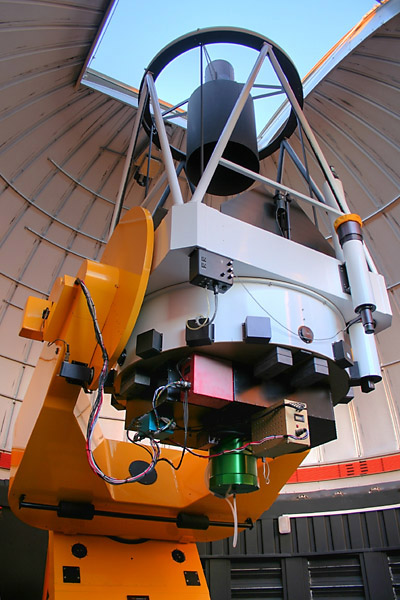
Polnisches 1,3-m-Teleskop, Las-Campanas-Observatorium, Chile

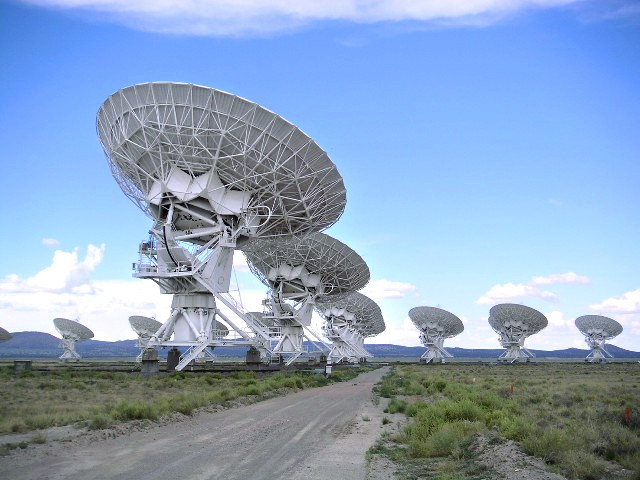
Radioteleskope des VLA in New Mexico

Ein Teleskop (griechisch: τηλεσκόπος teleskópos, deutsch ‚weithin schauend‘ von τῆλε téle, deutsch ‚fern‘ und σκοπεῖν skopeín, deutsch ‚beobachten, ausspähen‘) ist ein optisches Instrument, das elektromagnetische Wellen von weit entfernten Objekten sammelt und bündelt, um beispielsweise sehr lichtschwache Objekte beobachten oder Details untersuchen zu können.
Der Name Teleskop wurde in der Neuzeit geprägt. Er bezeichnete ursprünglich ein Fernrohr, das zu den optischen Teleskopen gehört; im Laufe der Zeit wurde der Begriff immer weiter verallgemeinert (s. Teleskop#Typen).

## Grundsätzliche Wirkungsweise
Ein Teleskop nimmt über seine Öffnung Strahlenbündel elektromagnetischer Wellen auf und formt sie mit Hilfe von Spiegeln und Linsen um.
Vor allem in der Astronomie werden Teleskope entweder fotografisch als Objektiv für einen Bildsensor oder in der visuellen Astronomie zusammen mit einem Okular zur Beobachtung mit dem menschlichen Auge eingesetzt.

### Typen
Der Begriff Teleskop bezeichnet heute neben Instrumenten der optischen Astronomie für sichtbares Licht auch solche für UV-, Röntgen- und Gammastrahlung sowie Infrarot-Strahlung und Radiowellen.
Von den Weltraumteleskopen abgesehen sind sie auf die Wellenlängen des Astronomischen Fensters angewiesen, in denen die Strahlung von der Erdatmosphäre nicht oder wenig absorbiert wird. Ein möglichst hochgelegener, klimatisch trockener Standort ist dabei von Vorteil.
Je nach dem Frequenzspektrum beziehungsweise Wellenlängenbereich der elektromagnetischen Strahlung unterscheidet man:
- optische Teleskope (Fernrohre und Spiegelteleskope, sowie Mischformen)
- Gammateleskope
- Röntgenteleskope
- Infrarotteleskope
- Radioteleskope

### Besondere Bauarten
- Turmteleskop
- Riesenteleskop
- Schiefspiegler

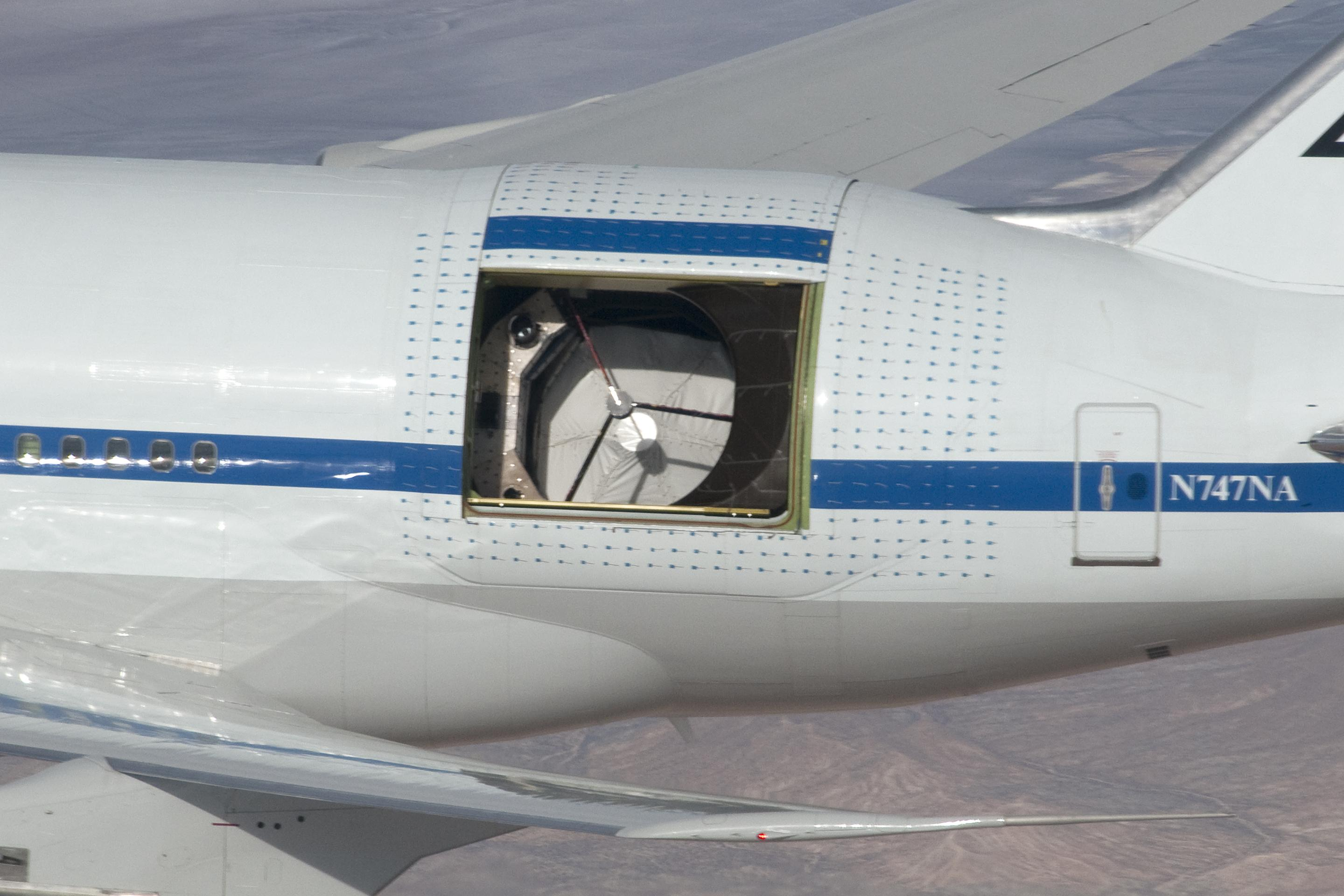
Geöffnete Teleskoptür von SOFIA

- Teleskope für die luftgestützte Astronomie
- Teleskope mit flüssigem Spiegel

### Besondere Einsatzzwecke
- Satellitenteleskop

## Handhabung

### Ausrichtung eines Teleskops
Um Teleskope auf ein astronomisches Objekt richten zu können, werden sie zumeist auf einer Montierung angebracht. Ausnahmen sind feststehende Großteleskope wie das Arecibo-Observatorium oder Weltraumteleskope, die anders positioniert werden.
Die zwei Freiheitsgrade eines Teleskops, neben der Rotation um die optischen Achse, sind die Richtungssfreiheitsgrade:
- bei der äquatorialen Montierungsform
  - Rektaszension
  - Deklination
- oder bei der azimutalen Montierungsform
  - Polhöhe
  - Azimut

Moderne Hexapod-Teleskope können mit Hilfe von lineartechnischen Aktuatoren weitestgehend frei bezüglich aller sechs Freiheitsgrade des Raums, drei Raumrichtungen und drei Positionskoordinaten, bewegt werden.

### Teleskopzubehör
Es gibt ein reichhaltiges Teleskopzubehör, angefangen von Filtern bis hin zu unterschiedlichsten Okularen.
- Okular
- Barlowlinse
- Herschelkeil
- Sonnenfilter
- Farbfilter
- Blende (Optik)
- CCD-Kameras

- Montierung
- Suchfernrohr
- Polsucher
- Okularauszug

## Bedeutende Teleskope

### Teleskope für sichtbares Licht (optische Teleskope)
Die zurzeit größten optischen Teleskope mit Hauptspiegeldurchmessern über 8 Meter sind:
- die zwei Keck-Teleskope des Mauna-Kea-Observatoriums
- die vier Teleskope des Very Large Telescope (VLT) in der Atacama-Wüste in Chile
- die Gemini-Teleskope auf Hawaii und in Chile
- das Subaru-Teleskop auf Hawaii
- das Hobby-Eberly-Teleskop in Texas
- das Southern African Large Telescope (SALT) in Südafrika
- das Gran Telescopio Canarias auf La Palma
- das Large Binocular Telescope (LBT) in Arizona

Größere Teleskope wie das Extremely Large Telescope oder das Giant Magellan Telescope sind in Planung.
Historisch bedeutend war unter anderen das Hale-Teleskop auf dem Mount Palomar in Kalifornien.
Weitere Teleskope sind in den Kategorien Optisches Teleskop und Bodengebundenes Observatorium sowie in der Liste der größten optischen Teleskope aufgeführt.

### Radioteleskope
- FAST
- RATAN 600
- Arecibo-Observatorium
- Very Large Array
- Atacama Large Millimeter Array
- Radioteleskop Effelsberg

### Weltraumteleskope
- Hubble-Weltraumteleskop
- Spitzer-Teleskop
- James-Webb-Weltraumteleskop
- Gaia (Raumsonde)